# Трубковёрты (род)
Трубковёрты (лат. Attelabus) — род жесткокрылых семейства трубковёртов.

## Описание
Голова за глазами параллельносторонняя, не суживающаяся основанию. Надкрылья с очень тонкими, неглубокими, правильными рядами точек.

## Виды
Некоторые виды рода:
- Attelabus cyanellus Voss, 1925
- Attelabus nitens (Scopoli, 1763)
- Attelabus sulcifrons (Argod, 1895)
- Attelabus suturalis Jekel, 1860
- Attelabus variolosus (Fabricius, 1801)